# Покрасс, Самуил Яковлевич
Самуи́л Я́ковлевич Покра́сс (1894, Киев — 1939, Нью-Йорк) — старший из братьев Покрасс, советский и американский композитор, эстрадный пианист.

## Биография
Родился в 1897 году в еврейской семье. Мать — Фаина Львовна Покрасс (1868—1968). Отец, торговец мясом Яков Моисеевич Покрас (?—1932), был одержим идеей воспитать из сыновей музыкантов. Самуил вспоминал в одном из интервью американской прессе, что его часто наказывали, а однажды отец даже разбил о его голову скрипку, после чего, «я решил перейти в класс фортепьяно, так как этот инструмент был не так опасен». С раннего детства учился игре на скрипке, в 10-летнем возрасте принят в Киевское музыкальное училище по классу скрипки и фортепиано. Уже в 16 лет был известен как виртуозный аккомпаниатор, увлекался эстрадой, писал стихи; тогда же поступил в Петроградскую консерваторию по классу фортепиано, которую окончил в 1917 году.
Такие его романсы, как «Дни за днями катятся» (ст. П. Германа) и «Две розы» (стихи Д’Актиля или, возможно, того же Германа) продолжают исполняться современными вокалистами. Исполнение его романсов эстрадными знаменитостями, выступавшими в лучших концертных залах, принесло ему громкую известность.

### Гражданская война
После окончания консерватории вернулся в Киев, где имел большой успех как эстрадный пианист и виртуоз-аккомпаниатор, сопровождавший также и исполнение своих романсов. После взятия Киева Красной Армией в 1920 году по заказу командования вместе с поэтом П. Григорьевым создал несколько боевых песен, из которых всемирно прославился марш «Красная армия всех сильней». 
В 1923 году переезжает в Москву. 18 декабря 1923 года дебютировал песенкой о мюзик-холле в только что открывшемся мюзик-холле «Аквариума». Песня превратилась в эмблему театра. Братья Самуила уже после его эмиграции, по воспоминаниям Дмитрия Покрасса, много лет использовали его аранжировки.

### Эмиграция
В феврале 1924 года выезжает в Берлин, в 1925—1927 годах служит музыкантом при дворе султана Марокко Мулая Юсуфа, но из-за конфликта с охраной гарема вынужден бежать во Францию. В 1927—1928 годах живёт в Париже, где начав с выступлений на улице, «с обезьянкой и скрипкой», уже через несколько месяцев сотрудничает с Морисом Шевалье. 
Затем переезжает в США, где руководит собственным оркестром[уточнить], пишет танцевальную музыку, в том числе для голливудских фильмов. В 1932-м ставит оперетту «Сирано», написанную им по мотивам романа «Сирано де Бержерак». Сотрудничает с компанией «20 Век Фокс» с 1934 по 1939 год, написав за это время музыку к 15 фильмам и мультфильмам студии. Фильм с его музыкой «Три мушкетёра» стал широко известен в СССР, так как шёл в советском прокате после войны, как «трофейный» (вывезенный из Германии). 
5 июня 1939 года Самуил приезжает в Нью-Йорк на переговоры по поводу работы над новым бродвейским мюзиклом. 15 июня, отдыхая с друзьями на реке, неожиданно теряет сознание и умирает вечером того же дня в возрасте 45 лет в госпитале. Причина смерти — осложнения на сердце после перенесённой простуды. Похоронен в Нью-Йорке.

## Некоторые произведения
- Красная армия всех сильней (слова П. Григорьева (Горинштейн)).
- На перепутье (слова и музыка С. Покрасса).
- И ожили цветы (слова С. Шумского).
- Я вновь один, угасли грёзы (слова С. Шумского).
- Вспомни тихий запущенный сад (слова П. Германа).
- Гаснул закат (слова П. Германа).
- Не целуй, не балуй (слова П. Германа).
- Дни за днями катятся (слова П. Германа).
- Две розы